# Sanātana Dharma
Sanātana dharma (Sanskriet: सनातन धर्म) wat 'eeuwige (tijdloos) dharma ' of 'eeuwige orde' betekent, is de originele naam uit het Sanskriet voor de filosofie die in de Westerse wereld het hindoeïsme wordt genoemd en wordt gebruikt naast de in de Westerse wereld meer gebruikelijke hindoeïstische dharma. Ook is het de levenswijze volgens het hindoeïsme of het hindoeïsme zelf. De term is heel oud en werd al gebruikt in de Manusmriti en de Bhagavata Purana. In de negentiende eeuw werd het in het hedendaagse India veel gebruikt om zo het van oorsprong Perzische woord hindoe te vermijden.